# Dora Ratjen
Dora Ratjen, all'anagrafe Heinrich Ratjen – da alcuni indicato come Hermann Ratjen o Horst Ratjen (Brema, 20 novembre 1918 – Brema, 22 aprile 2008), è stato un altista tedesco, che prese parte alle gare femminili durante i Giochi olimpici di Berlino 1936, classificandosi al quarto posto.

## Biografia
Heinrich Ratjen, presentandosi come Dora, ha gareggiato nel salto in alto femminile durante i Giochi olimpici di Berlino nel 1936, classificandosi al quarto posto. L'atleta ha dichiarato nel 1957 di averlo fatto su richiesta della Gioventù hitleriana, "per amore dell'onore e la gloria della Germania". La sua vicenda si intreccia con quella di un'altra atleta tedesca, Gretel Bergmann, nata nel 1914 in una famiglia ebrea (residente negli Stati Uniti e su cui è stato girato un film dal titolo Berlin 36, nel quale compare Ratjen, sebbene con un nome diverso). Gretel Bergmann, promettente saltatrice ebrea, si trasferì nel 1933 in Inghilterra quando, dopo la presa del potere di Hitler, le fu impedito di gareggiare in Germania.
Nel 1934 la Bergmann fu richiamata in patria, convinta a tornare attraverso minacce di ritorsioni nei confronti dei suoi parenti lì rimasti. Il Comitato Olimpico Internazionale, infatti, aveva imposto come condizione per lo svolgimento a Berlino dei Giochi olimpici del 1936 che fossero reintegrati gli atleti ebrei nella rappresentativa tedesca. Ad ogni modo, non le fu consentito di gareggiare. Una volta che la nazionale statunitense era in viaggio per l'Europa (e non poteva più boicottare i Giochi, dunque), le fu comunicato di aver esibito prestazioni al di sotto delle aspettative e fu sostituita dalla sua compagna di squadra e di stanza, Dora. Secondo alcune interpretazioni degli eventi, ciò avvenne per evitare che un'atleta ebrea potesse vincere una medaglia d'oro e recare pertanto imbarazzo ad Hitler.
Gretel Bergmann ha dichiarato, in seguito, di non aver mai sospettato che la propria compagna di stanza fosse in realtà un uomo, sebbene lei e le altre compagne la ritenessero bizzarra (weird). A posteriori, si è spiegata come mai fosse stata scelta come sua compagna di stanza: Heinrich sarebbe potuto essere tentato dalla vicinanza di una ragazza tedesca ed avrebbe potuto rivelare la propria mascolinità, ma sapeva che se avesse avvicinato una ragazza ebrea sarebbe stato imprigionato - le relazioni tra ebrei e gentili, infatti, erano proibite e severamente punite in Germania durante il regime nazista.
Dora Ratjen partecipò ai Campionati europei di Vienna nel 1938, dove stabilì un nuovo record mondiale nella specialità del salto in alto femminile, raggiungendo la misura di 1,70 m. Tuttavia, durante il ritorno in Germania, due donne ne individuarono la barba. Riconosciuto come un uomo, fu arrestato per frode e la sua medaglia d'oro confiscata; ciò pose fine alla sua carriera sportiva. Nel 1957 Heinrich Ratjen ha rilasciato un'intervista in cui ha ammesso di aver gareggiato come Dora. Si è trattato del primo caso (accertato) di "imbroglio sessuale olimpionico". È morto il 22 aprile 2008 nella sua città natale di Brema e dove ha ricevuto sepoltura.
Ricerche anagrafiche condotte dopo la sua morte, tuttavia, sembrano suggerire una vicenda notevolmente diversa. Heinrich avrebbe presentato sin dalla nascita caratteri sessuali dubbi, tanto che vi fu incertezza nell'identificarlo come maschio o femmina. Registrato all'anagrafe come Dora Ratjen, avrebbe solo successivamente manifestato i caratteri sessuali maschili, purtuttavia continuando a comportarsi come una donna.
Intrapresa la carriera sportiva, si rivelò una strabiliante saltatrice vincendo i campionati regionali della Bassa Sassonia nel 1934. Chiamata a far parte della squadra olimpionica, qui conobbe le altre due stelle del salto in alto tedesco: Gretel Bergmann ed Elfriede Kaun. Ad ogni modo, Gretel Bergmann fu effettivamente allontanata poco prima dell'inizio delle competizioni perché ebrea. Non risulta tuttavia che i nazisti sapessero che Dora Ratjen fosse in realtà un uomo.
Quando, nel 1938, Heinrich fu scoperto, fu per lui un sollievo. Lo vide come la fine di un incubo, come sembrano suggerire le sue dichiarazioni al poliziotto che lo arrestò, che riferì: «Ratjen ammise apertamente di essere contento che 'il gatto fosse uscito dalla borsa'». Risultano in questa circostanza le prime comunicazioni al Reich sul sesso di Ratjen. Fu in seguito sottoposto ad esami medici, di cui non sono disponibili i risultati. Da allora in poi, condusse la propria vita lontano dai giornali e non rilasciò altre dichiarazioni pubbliche se non quella del 1957.

## Palmarès
| Anno | Manifestazione  | Sede    | Evento        | Risultato | Prestazione | Note  |
| ---- | --------------- | ------- | ------------- | --------- | ----------- | ----- |
| 1936 | Giochi olimpici | Berlino | Salto in alto | dq        | dq          | [ 7 ] |
| 1938 | Europei         | Vienna  | Salto in alto | dq        | dq          | [ 8 ] |

## Filmografia
- Berlin 36, regia di Kaspar Heidelbach, Germania, 2009